# Gilda Arancio
Pour les articles homonymes, voir Arancio.
Gilda Arancio est une actrice française ayant essentiellement travaillé dans le cinéma d'exploitation des années 1970. 

## Biographie
Gilda Arancio fait essentiellement carrière dans des films d'exploitations qui connaissent leur période faste au cours des années 1970. Ces œuvres à petit budget, tournées indifféremment dans toute l'Europe, mêlent généralement sexe et horreur. Jess Franco, avec qui elle collabore à trois reprises, en est un des  réalisateurs les plus emblématiques. Elle tourne beaucoup entre 1973 et 1976, le plus souvent dans un registre érotique. Elle fait ensuite un bref passage par le cinéma pornographique et accepte de faire quelques scènes « hardcore » notamment pour Guy Maria. La filmographie de Gilda Arancio est assez difficile à établir, l'actrice étant parfois non créditée ou créditée sous des pseudonymes différents (Gilda York, Gilda Anderson, Gilda Jacob), et les films auxquels elle participe ressortent souvent sous des titres différents.

## Filmographie

### Cinéma
- 1971 : L'Argent et l'amour (ou Kiss) de Jean Le Vitte :  une hippie (non créditée)
- 1972 : Jeux pour couples infidèles de Jean Desvilles : une fille à la partouze
- 1973 : L'Insolent de Jean-Claude Roy : une danseuse du cabaret
- 1973 : Des Frissons sous la peau (Tendre et perverse Emanuelle) de Jesús Franco :
- 1973 : La Comtesse noire (Les Avaleuses) de Jesús Franco : une victime (non créditée)
- 1973 : Les Infidèles de Christian Lara : la fille à la peluche
- 1973 : Les Confidences de Sandra de Jean-Claude Roy : la prostituée assassinée
- 1973 : Jeunes filles impudiques  de Jean Rollin : Jackie
- 1973 : L'Homme à la tête coupée  (Las ratas no duermen de noche) de Juan Fortuny : Ingrid (créditée comme Gilda Anderson)
- 1974 : Règlements de femmes à OQ Corral de Jean-Marie Pallardy : Jean Malloway, l'otage
- 1974 : Érotisme à l'étude de Jean-Marie Pallardy :
- 1974 : Pourvu qu'on ait l'ivresse de Rinaldo Bassi : la femme livrée aux cavaliers
- 1974 : Convoi de femmes de Pierre Chevalier : Gilda
- 1974 : Ba Li sha shou de Ting Hung Kuo et Godfrey Ho :
- 1974 : Les Filles de Malemort de Daniel Daert :
- 1974 : Club privé pour couples avertis de Max Pécas : Ginie
- 1974 : Black Love (ou L'Homme qui voulait violer le monde) de José Bénazéraf :
- 1974 : Les Enjambées de Jeanne Chaix : La starlette
- 1974 : Q (ou Au plaisir des dames de Jean-François Davy : la cliente enchaînée
- 1974 : Les Maîtresse en vacances de Pierre Unia : la souris
- 1974 : La Maison des filles perdues de Pierre Chevalier : une fille enlevée
- 1974 : Tango au clair de lune (ou Kiss Me Killer ou Embrasse-moi), de Jesús Franco : une strip-teaseuse
- 1975 : L'Arrière-train sifflera trois fois (ou Lucky Lucky et les Daltines) de Jean-Marie Pallardy : Brigit
- 1975 : Godefinger ou Certaines chattes n'aiment pas le mou) de Jean-Pierre Fougea : Carla
- 1975 : La Vénus du Pirée (ou Il Torcinaso) de Giancarlo Romitelli :
- 1975 : Une Vierge pour Saint-Tropez de Georges Friedland : Moira, la hippie
- 1975 : Louves brûlantes (ou Les Extases de Charlotte)  de Jean Desvilles : Catherine
- 1975 : Émilienne de Guy Casaril : une veuve (non créditée)
- 1975 : Rêves pornos de Max Pécas : une fille enchaînée (scène supprimée de Je suis frigide... pourquoi ?)
- 1975 : Les orgies du Golden Saloon de Gilbert Roussel : Sabine
- 1975 : Parties carrées (ou Inkräktarna) de Torgny Wickman : Paula
- 1975 : Les Heures brûlantes du plaisir  (ou Les Espionnes du diables), version X du film Réseau secret de Jean Bastia : Marika
- 1975 : Les Chevaliers de la croupe d'Eddy Naka : La femme de Jacques (non créditée)
- 1975 : Jambes en l'air à Bangkok d'Henri Sala : Marie-Adeline
- 1975 : Hard Core Story de Guy Maria : Lola
- 1975 : Les Karatéchattes (ou Les Pornochattes) de Guy Maria : Nikie
- 1976 : Julietta 69 (ressorti en 1979 sous le titre La Suceuse) de Jesús Franco : Gilda
- 1976 : Les Nuits chaudes de Justine de Jean-Claude Roy : une fille blonde
- 1976 : La Fête porno de Jean Desvilles : Catherine
- 1976 : Porn's Girl de Guy Maria : Nini
- 1976 : Et si tu n'en veux pas (ou Baby Love, ressorti en 1982 sous le titre Joëlle et Pauline) de Jacques Besnard : Pauline
- 1976 : Les Bandeuses (Obscène story) de Henri Sala : Chantal, la factrice
- 1976 : Viol et l'enfer des X, version X de L'Homme à la tête coupée de Juan Fortuny : Ingrid
- 1977 : Surboums pornos de Marius Lesœur et Jesús Franco : la fille sur scène
- 1977 : Gaelle, Malou... et Virginie, version X de Les Maîtresse en vacances de Pierre Unia : la lesbienne masquée
- 1977 : Les Cochonnes de Jean-Jacques Renon : (extraits de Louves brûlantes)
- 1977 : Je suis avide d'hommes (Les Ravageuses ou L'autre face du péché) d'Anne-Marie Tensi
- 1978 : Body Love de Lasse Braun : Gilda
- 1978 : Collectives pénétrations d'Anne-Marie Tensi : une lesbienne
- 1978 : Libre-service très spécial de Guy Maria : (extraits de Porn's Girl)
- 1978 : Vicieuses pour hommes seuls (Les Ravageuses) d'Anne-Marie Tensi : une patiente du sexologue
- 1979 : Toutes des vicelardes de Claude Sendron :
- 1979 : Nuits pornographiques de Jean Desvilles : (images d'archives)
- 1981 : Le Lac des morts vivants de Jean Rollin : Une nageuse
- 1984 :  Viol, la grande peur de Pierre Chevalier : la fille avec les violeurs (film interdit de sortie en 1978)